# Cynthia Petke
Pour les articles homonymes, voir Petke.
Cynthia Petke est une joueuse camerounaise de basket-ball née à Yaoundé (Cameroun) le 4 septembre 1994.
Ailière forte formée aux États-Unis, elle débute au Hutchinson Community College (Kansas) puis le Chipola College (Marianna, Floride), avant de rejoindre les prestigieux Hoyas de Georgetown (Washington D.C.) en NCAA où sa première saison fut moyenne (4,9 points, 6,5 rebonds) et la seconde plus affirmée avec 14,3 points et 10,2 rebonds de moyenne. 
Elle signe son premier contrat professionnel en LFB pour Roche Vendée.
Peu utilisée, elle quitte la Vendée en janvier 2019 sur un bilan de 5 victoires en 11 matchs avec un apport limité de 1,8 point et 1,6 rebond pour 0,7 d'évaluation. Elle rejoint le club espagnol de Tenerife.
En mars 2019, elle est présélectionnée en équipe du Cameroun pour les éliminatoires du championnat d'Afrique.